# Bilan saison par saison des Elks d'Edmonton
Pour un article plus général, voir Elks d'Edmonton.
Les Elks d'Edmonton ont porté le nom d'Eskimos d'Edmonton de leur fondation en 1949 jusqu'en 2021. Au terme de la saison 2023, ils ont disputé 74 saisons, remporté la première place de leur division 23 fois, atteint la finale de la coupe Grey 23 fois, et l'ont remportée à 14 reprises.
|                    | Division       | M.J.           | Vic.           | Déf.           | Nuls           | P.P.           | P.C.           | Pts            | Pos.           | Éliminatoires |
| Eskimos d'Edmonton |                |                |                |                |                |                |                |                |                | |
| 1949               | WIFU           | 14             | 4              | 10             | 0              | 93             | 235            | 8              | 3/4            | Non qualifiés |
| 1950               | WIFU           | 14             | 7              | 7              | 0              | 201            | 197            | 14             | 3/4            | Demi-finale de la WIFU : Edmonton 24, Saskatchewan 1 Finale de la WIFU (3 parties au total des points) : Winnipeg 67, Edmonton 35                                                                |
| 1951               | WIFU           | 14             | 8              | 6              | 0              | 306            | 262            | 16             | 2/4            | Demi-finale de la WIFU : Edmonton 4, Winnipeg 1 Finale de la WIFU (3 parties au total des points) : Saskatchewan 42, Edmonton 38                                                                 |
| 1952               | WIFU           | 16             | 9              | 6              | 1              | 291            | 280            | 19             | 2/4            | Demi-finale de la WIFU (2 parties au total des points): Edmonton 42, Calgary 38 Finale de la WIFU (3 parties au total des points) : Edmonton 52, Winnipeg 51 Coupe Grey: Toronto 21, Edmonton 11 |
| 1953               | WIFU           | 16             | 12             | 4              | 0              | 276            | 157            | 24             | 1/4            | Finale de la WIFU (série au meilleur de 3 matchs) : Winnipeg 2 , Edmonton 1 |
| 1954               | WIFU           | 16             | 11             | 5              | 0              | 255            | 163            | 22             | 1/5            | Finale de la WIFU (série au meilleur de 3 matchs) : Edmonton 2 , Winnipeg 1 Demi-finale de la Coupe Grey : Edmonton 38 - Dutchmen de Kitchener-Waterloo 6 Coupe Grey: Edmonton 26, Montréal 25   |
| 1955               | WIFU           | 16             | 14             | 2              | 0              | 286            | 117            | 28             | 1/5            | Finale de la WIFU (série au meilleur de 3 matchs) : Edmonton 2 , Winnipeg 0 Coupe Grey: Edmonton 34, Montréal 19                                                                                 |
| 1956               | WIFU           | 16             | 11             | 5              | 0              | 358            | 235            | 22             | 1/5            | Finale de la WIFU (série au meilleur de 3 matchs) : Edmonton 2 , Saskatchewan 1 Coupe Grey: Edmonton 50, Montréal 27                                                                             |
| 1957               | WIFU           | 16             | 14             | 2              | 0              | 475            | 142            | 28             | 1/5            | Finale de la WIFU (série au meilleur de 3 matchs) : Winnipeg 2, Edmonton 1 |
| 1958               | WIFU           | 16             | 9              | 6              | 1              | 312            | 292            | 19             | 2/5            | Demi-finale de la WIFU (2 parties au total des points): Edmonton 58, Saskatchewan 12 Finale de la WIFU (série au meilleur de 3 matchs) : Winnipeg 2 , Edmonton 1                                 |
| 1959               | WIFU           | 16             | 10             | 6              | 0              | 370            | 221            | 20             | 2/5            | Demi-finale de la WIFU (2 parties au total des points): Edmonton 61, Colombie-Britannique 15 Finale de la WIFU (série au meilleur de 3 matchs) : Winnipeg 2 , Edmonton 0                         |
| 1960               | WIFU           | 16             | 10             | 6              | 0              | 318            | 225            | 20             | 2/5            | Demi-finale de la WIFU (2 parties au total des points): Edmonton 70, Calgary 28 Finale de la WIFU (série au meilleur de 3 matchs) : Edmonton 2 , Winnipeg 1 Coupe Grey: Ottawa 16, Edmonton 6    |
| 1961               | Ouest          | 16             | 10             | 5              | 1              | 334            | 257            | 21             | 2/5            | Demi-finale de la Conférence de l'Ouest (2 parties au total des points): Calgary 27, Edmonton 26                                                                                                 |
| 1962               | Ouest          | 16             | 6              | 9              | 1              | 310            | 346            | 13             | 5/5            | Non qualifiés |
| 1963               | Ouest          | 16             | 2              | 14             | 0              | 220            | 425            | 4              | 5/5            | Non qualifiés |
| 1964               | Ouest          | 16             | 4              | 12             | 0              | 222            | 458            | 8              | 4/5            | Non qualifiés |
| 1965               | Ouest          | 16             | 5              | 11             | 0              | 257            | 400            | 10             | 5/5            | Non qualifiés |
| 1966               | Ouest          | 16             | 6              | 9              | 1              | 251            | 328            | 13             | 3/5            | Demi-finale de la Conférence de l'Ouest : Winnipeg 16, Edmonton 8 |
| 1967               | Ouest          | 16             | 9              | 6              | 1              | 266            | 246            | 19             | 3/5            | Demi-finale de la Conférence de l'Ouest : Saskatchewan 21, Edmonton 5 |
| 1968               | Ouest          | 16             | 8              | 7              | 1              | 228            | 288            | 17             | 2/5            | Demi-finale de la Conférence de l'Ouest : Calgary 29, Edmonton 13 |
| 1969               | Ouest          | 16             | 5              | 11             | 0              | 241            | 246            | 10             | 4/5            | Non qualifiés |
| 1970               | Ouest          | 16             | 9              | 7              | 0              | 282            | 287            | 18             | 2/5            | Demi-finale de la Conférence de l'Ouest : Calgary 16, Edmonton 9 |
| 1971               | Ouest          | 16             | 6              | 10             | 0              | 237            | 305            | 12             | 5/5            | Non qualifiés |
| 1972               | Ouest          | 16             | 10             | 6              | 0              | 380            | 368            | 20             | 2/5            | Demi-finale de la Conférence de l'Ouest : Saskatchewan 8, Edmonton 6 |
| 1973               | Ouest          | 16             | 9              | 5              | 2              | 329            | 284            | 20             | 1/5            | Finale de la Conférence de l'Ouest : Edmonton 25, Saskatchewan 23 Coupe Grey: Ottawa 22, Edmonton 18                                                                                             |
| 1974               | Ouest          | 16             | 10             | 5              | 1              | 345            | 247            | 21             | 1/5            | Finale de la Conférence de l'Ouest : Edmonton 31, Saskatchewan 27 Coupe Grey: Montréal 20, Edmonton 7                                                                                            |
| 1975               | Ouest          | 16             | 12             | 4              | 0              | 432            | 370            | 24             | 1/5            | Finale de la Conférence de l'Ouest : Edmonton 30, Saskatchewan 18 Coupe Grey: Edmonton 9, Montréal 8                                                                                             |
| 1976               | Ouest          | 16             | 9              | 6              | 1              | 311            | 367            | 19             | 3/5            | Demi-finale de la Conférence de l'Ouest : Edmonton 14, Winnipeg 12 Finale de la Conférence de l'Ouest : Saskatchewan 23, Edmonton 13                                                             |
| 1977               | Ouest          | 16             | 10             | 6              | 0              | 412            | 320            | 20             | 1/5            | Finale de la Conférence de l'Ouest : Edmonton 38, Colombie-Britannique 1 Coupe Grey: Montréal 41, Edmonton 6                                                                                     |
| 1978               | Ouest          | 16             | 10             | 4              | 2              | 452            | 301            | 22             | 1/5            | Finale de la Conférence de l'Ouest : Edmonton 26, Calgary 13 Coupe Grey: Edmonton 20, Montréal 13                                                                                                |
| 1979               | Ouest          | 16             | 12             | 2              | 2              | 495            | 219            | 26             | 1/5            | Finale de la Conférence de l'Ouest : Edmonton 19, Calgary 7 Coupe Grey: Edmonton 17, Montréal 9                                                                                                  |
| 1980               | Ouest          | 16             | 13             | 3              | 0              | 505            | 281            | 26             | 1/5            | Finale de la Conférence de l'Ouest : Edmonton 34, Winnipeg 24 Coupe Grey: Edmonton 48, Hamilton 10                                                                                               |
| 1981               | Ouest          | 16             | 14             | 1              | 1              | 576            | 277            | 29             | 1/5            | Finale de la Conférence de l'Ouest : Edmonton 22, Colombie-Britannique 16 Coupe Grey: Edmonton 26, Ottawa 23                                                                                     |
| 1982               | Ouest          | 16             | 11             | 5              | 0              | 544            | 323            | 22             | 1/5            | Finale de la Division ouest : Edmonton 24, Winnipeg 21 Coupe Grey: Edmonton 32, Toronto 16 |
| 1983               | Ouest          | 16             | 8              | 8              | 0              | 450            | 377            | 16             | 3/5            | Demi-finale de la Division ouest : Winnipeg 49, Edmonton 22 |
| 1984               | Ouest          | 16             | 9              | 7              | 0              | 464            | 443            | 18             | 3/5            | Demi-finale de la Division ouest : Winnipeg 55, Edmonton 20 |
| 1985               | Ouest          | 16             | 10             | 6              | 0              | 432            | 373            | 20             | 3/5            | Demi-finale de la Division ouest : Winnipeg 22, Edmonton 15 |
| 1986               | Ouest          | 18             | 13             | 4              | 1              | 540            | 365            | 27             | 1/5            | Demi-finale de la Division ouest : Edmonton 27, Calgary 18 Finale de la Division ouest : Edmonton 41, Colombie-Britannique 5 Coupe Grey: Hamilton 39, Edmonton 15                                |
| 1987               | Ouest          | 18             | 11             | 7              | 0              | 617            | 462            | 22             | 2/4            | Demi-finale de la Division ouest : Edmonton 30, Calgary 16 Finale de la Division ouest : Edmonton 31, Colombie-Britannique 7 Coupe Grey: Edmonton 38, Toronto 36                                 |
| 1988               | Ouest          | 18             | 11             | 7              | 0              | 477            | 408            | 22             | 1/4            | Finale de la Division ouest : Colombie-Britannique 37, Edmonton 19 |
| 1989               | Ouest          | 18             | 16             | 2              | 0              | 644            | 302            | 32             | 1/4            | Finale de la Division ouest : Saskatchewan 32, Edmonton 21 |
| 1990               | Ouest          | 18             | 10             | 8              | 0              | 612            | 510            | 20             | 2/4            | Demi-finale de la Division ouest : Edmonton 43, Saskatchewan 27 Finale de la Division ouest : Edmonton 43, Calgary 23 Coupe Grey: Winnipeg 50, Edmonton 11                                       |
| 1991               | Ouest          | 18             | 12             | 6              | 0              | 671            | 569            | 24             | 1/4            | Finale de la Division ouest : Calgary 38, Edmonton 36 |
| 1992               | Ouest          | 18             | 10             | 8              | 0              | 552            | 515            | 20             | 2/4            | Demi-finale de la Division ouest : Edmonton 22, Saskatchewan 20 Finale de la Division ouest : Calgary 23, Edmonton 22                                                                            |
| 1993               | Ouest          | 18             | 12             | 6              | 0              | 507            | 372            | 24             | 2/5            | Demi-finale de la Division ouest : Edmonton 51 Saskatchewan 13 Finale de la Division ouest : Edmonton 29, Calgary 15 Coupe Grey: Edmonton 33, Winnipeg 23                                        |
| 1994               | Ouest          | 18             | 13             | 5              | 0              | 518            | 401            | 26             | 2/6            | Demi-finale de la Division ouest : Colombie-Britannique 24, Edmonton 23 |
| 1995               | Nord           | 18             | 13             | 5              | 0              | 599            | 359            | 26             | 2/8            | Demi-finale de la Division nord : Edmonton 26, Colombie-Britannique 15 Finale de la Division nord : Calgary 37, Edmonton 4                                                                       |
| 1996               | Ouest          | 18             | 11             | 7              | 0              | 459            | 354            | 22             | 2/5            | Finale de la Division ouest : Edmonton 15, Calgary 12 Coupe Grey: Toronto 43, Edmonton 37 |
| 1997               | Ouest          | 18             | 12             | 6              | 0              | 479            | 400            | 24             | 1/4            | Finale de la Division ouest : Saskatchewan 31, Edmonton 30 |
| 1998               | Ouest          | 18             | 9              | 9              | 0              | 396            | 450            | 18             | 2/4            | Demi-finale de la Division ouest : Edmonton 40, Colombie-Britannique 33 Finale de la Division ouest : Calgary 33, Edmonton 10                                                                    |
| 1999               | Ouest          | 18             | 6              | 12             | 0              | 459            | 502            | 12             | 3/4            | Demi-finale de la Division ouest : Edmonton 17, Calgary 30 |
| 2000               | Ouest          | 18             | 10             | 8              | 0              | 527            | 520            | 21             | 2/4            | Demi-finale de la Division ouest : Colombie-Britannique 34, Edmonton 32 |
| 2001               | Ouest          | 18             | 9              | 9              | 0              | 439            | 463            | 19             | 1/4            | Finale de la Division ouest : Calgary 34, Edmonton 16 |
| 2002               | Ouest          | 18             | 13             | 5              | 0              | 516            | 450            | 26             | 1/5            | Finale de la Division ouest : Edmonton 33, Winnipeg 30 Coupe Grey: Montréal 25, Edmonton 16 |
| 2003               | Ouest          | 18             | 13             | 5              | 0              | 569            | 414            | 26             | 1/5            | Finale de la Division ouest : Edmonton 30, Saskatchewan 23 Coupe Grey: Edmonton 34, Montréal 22                                                                                                  |
| 2004               | Ouest          | 18             | 9              | 9              | 0              | 532            | 472            | 18             | 2/5            | Demi-finale de la Division ouest : Saskatchewan 14, Edmonton 6 |
| 2005               | Ouest          | 18             | 11             | 7              | 0              | 453            | 421            | 22             | 3/5            | Demi-finale de la Division ouest : Edmonton 33, Calgary 26 Finale de la Division ouest : Edmonton 28, Colombie-Britannique 23 Coupe Grey: Edmonton 38, Montréal 35 (Prol.)                       |
| 2006               | Ouest          | 18             | 7              | 11             | 0              | 399            | 468            | 14             | 4/4            | Non qualifiés |
| 2007               | Ouest          | 18             | 5              | 12             | 1              | 400            | 509            | 12             | 4/4            | Non qualifiés |
| 2008               | Ouest          | 18             | 10             | 8              | 0              | 512            | 526            | 20             | 4/4            | Demi-finale de la Division est : Edmonton 29, Winnipeg 21 Finale de la Division est : Montréal 36, Edmonton 26                                                                                   |
| 2009               | Ouest          | 18             | 9              | 9              | 0              | 469            | 502            | 18             | 3/4            | Demi-finale de la Division ouest : Calgary 24, Edmonton 21 |
| 2010               | Ouest          | 18             | 7              | 11             | 0              | 382            | 545            | 14             | 4/4            | Non qualifiés |
| 2011               | Ouest          | 18             | 11             | 7              | 0              | 427            | 401            | 22             | 2/4            | Demi-finale de la Division ouest : Edmonton 33 , Calgary 19 Finale de la Division ouest : Colombie-Britannique 40, Edmonton 23                                                                   |
| 2012               | Ouest          | 18             | 7              | 11             | 0              | 422            | 450            | 14             | 4/4            | Demi-finale de la Division est : Toronto 42, Edmonton 26 |
| 2013               | Ouest          | 18             | 4              | 14             | 0              | 421            | 519            | 8              | 4/4            | Non qualifiés |
| 2014               | Ouest          | 18             | 12             | 6              | 0              | 492            | 340            | 24             | 2/5            | Demi-finale de la Division ouest : Edmonton 18, Saskatchewan 10 Finale de la Division ouest : Calgary 43, Edmonton 18                                                                            |
| 2015               | Ouest          | 18             | 14             | 4              | 0              | 466            | 341            | 28             | 1/5            | Finale de la Division ouest : Edmonton 45, Calgary 31 Coupe Grey: Edmonton 26, Ottawa 20 |
| 2016               | Ouest          | 18             | 10             | 8              | 0              | 549            | 496            | 20             | 4/5            | Demi-finale de la Division est : Edmonton 24, Hamilton 21 Finale de la Division est : Ottawa 35, Edmonton 23                                                                                     |
| 2017               | Ouest          | 18             | 12             | 6              | 0              | 510            | 495            | 24             | 3/5            | Demi-finale de la Division ouest : Edmonton 39, Winnipeg 32 Finale de la Division ouest : Calgary 32, Edmonton 28                                                                                |
| 2018               | Ouest          | 18             | 9              | 9              | 0              | 482            | 471            | 18             | 5/5            | Non qualifiés |
| 2019               | Ouest          | 18             | 8              | 10             | 0              | 406            | 400            | 16             | 4/5            | Demi-finale de la Division est : Edmonton 37, Montréal 29 Finale de la Division est : Hamilton 36, Edmonton 16                                                                                   |
| 2020               | Saison annulée | Saison annulée | Saison annulée | Saison annulée | Saison annulée | Saison annulée | Saison annulée | Saison annulée | Saison annulée | Saison annulée |
| Elks d'Edmonton    |                |                |                |                |                |                |                |                |                | |
| 2021               | Ouest          | 14             | 3              | 11             | 0              | 246            | 378            | 6              | 5/5            | Non qualifiés |
| 2022               | Ouest          | 18             | 4              | 14             | 0              | 354            | 599            | 8              | 5/5            | Non qualifiés |
| 2023               | Ouest          | 18             | 4              | 14             | 0              | 367            | 517            | 8              | 5/5            | Non qualifiés |
| 2024               | Ouest          | 18             | 7              | 11             | 0              | 504            | 500            | 14             | 4/5            | Non qualifiés |